# Christian Ehler
Ne doit pas être confondu avec Alexandra Ehler.
Jan Christian Ehler, né le 17 août 1963 à Berlin, est un homme politique allemand. Membre de l'Union chrétienne-démocrate d'Allemagne (CDU), il est député européen depuis 2004.

## Biographie
Après l'obtention de son Abitur en 1984, Christian Ehler étudie le journalisme, les sciences politiques et l'économie à l'université Louis-et-Maximilien de Munich et à Washington, D.C.. Une fois sa formation à la Deutsche Journalistenschule de Munich terminée, il obtient un doctorat avec pour sujet de thèse : « La politique commerciale américaine dans les années Reagan - les motifs réactifs d'interaction entre le Président et le Congrès ».
Membre de l'l'Union chrétienne-démocrate d'Allemagne (CDU), il est élu député européen en 2004 avant d'être réélu en 2009, 2014, 2019 et 2024. Au Parlement européen, il siège au sein du groupe du Parti populaire européen.
Il est membre de la Commission de l'industrie, de la recherche et de l'énergie et de la commission de Délégation pour les relations avec les États-Unis.